# Only Trust Your Heart (альбом Дайаны Кролл)
| Оценки критиков                            | Оценки критиков |
| Источник                                   | Оценка          |
| ------------------------------------------ | --------------- |
| AllMusic                                   | [ 1 ]           |
| The Penguin Guide to Jazz on CD            | [ 2 ]           |
| The Rolling Stone Jazz & Blues Album Guide | [ 3 ]           |

Only Trust Your Heart — второй студийный альбом канадской певицы Дайаны Кролл, вышедший 14 февраля 1995 года на лейбле GRP Records.

## История
Со своим вторым альбомом Only Trust Your Heart канадская певица/пианистка Диана Кролл перешла на американский мейджор-лейбл GRP Records, а двумя годами ранее выпустила дебютный диск Stepping Out на канадском независимом лейбле Justin Time Records. Подход в основном тот же, хотя музыканты, поддерживающие ее, другие. Тенор-саксофонист Стэнли Тёррентайн принял участие в трех треках, «Is You Is or Is You Ain’t My Baby?», «I Love Being Here with You» и инструментале Рэя Брауна «CRS-Craft», но в остальном это музыка фортепианного трио, с барабанщиком Льюисом Нэшем и либо Брауном, либо Кристианом Макбрайдом на басу.

## Об альбоме
Альбом получил положительные отзывы музыкальных критиков.
Уильям Рулманн из AllMusic отметил в рецензии, что «Кролл — неотрадиционалист с законной родословной, подробно описанной Майклом Борном в его примечаниях: изолированное воспитание в Британской Колумбии, игра на 78 дисках отца Фэтса Уоллера; уроки классического фортепиано во время игры в школьном джаз-бэнде; стипендия Ванкуверского джазового фестиваля в Музыкальном колледже Беркли; грант Канадского совета искусств на обучение у Джимми Роулза в Лос-Анджелесе. В результате получилась исполнительница, хорошо знакомая с традиционной акустической джазовой фортепианной игрой и пением, и Кролл демонстрирует свои таланты в этом альбоме, свободно солируя на мелодиях, которые в основном, конечно, являются стандартами, и поет на крепком альте. О состоянии джаза в 1995 году говорит тот факт, что в возрасте 30 лет такая исполнительница получила большой рекламный толчок. Кролл была гораздо больше, чем симпатичное лицо и волна светлых волос, играющая старомодный джаз, но она была и этим. Итак, в очередной раз в джазе на крупных лейблах произошло возвращение в будущее для пластинки, которая, по всем признакам, могла быть записана в 1954, а не в 1994 году, за исключением, конечно, того, что это было бы за десять лет до рождения артистки».

## Список композиций
| №                   | Название                            | Автор(ы)                          | Длительность |
| ------------------- | ----------------------------------- | --------------------------------- | ------------ |
| 1.                  | «Is You Is or Is You Ain't My Baby» | Billy Austin Louis Jordan         | 4:57         |
| 2.                  | «Only Trust Your Heart»             | Benny Carter Sammy Cahn           | 5:19         |
| 3.                  | «I Love Being Here with You»        | Peggy Lee Bill Schluger           | 3:40         |
| 4.                  | «Broadway»                          | Bill Byrd Teddy McRae Henri Woode | 7:27         |
| 5.                  | «The Folks Who Live on the Hill»    | Jerome Kern Oscar Hammerstein II  | 4:18         |
| 6.                  | «I've Got the World on a String»    | Ted Koehler Harold Arlen          | 5:20         |
| 7.                  | «Squeeze Me»                        | Duke Ellington Lee Gaines         | 5:37         |
| 8.                  | «All Night Long»                    | Curtis Lewis                      | 6:41         |
| 9.                  | «CRS Craft»                         | Ray Brown                         | 3:30         |
| Общая длительность: | Общая длительность:                 | Общая длительность:               | 46:49        |

## Позиции в чартах
| Чарт (1995)                             | Высшая позиция |
| --------------------------------------- | -------------- |
| США (Billboard Top Jazz Albums)         | 18             |
| США Traditional Jazz Albums (Billboard) | 8              |